# Milton High School
 (juillet 2013).
Si vous disposez d'ouvrages ou d'articles de référence ou si vous connaissez des sites web de qualité traitant du thème abordé ici, merci de compléter l'article en donnant les références utiles à sa vérifiabilité et en les liant à la section « Notes et références ».
Pour les articles homonymes, voir Milton.

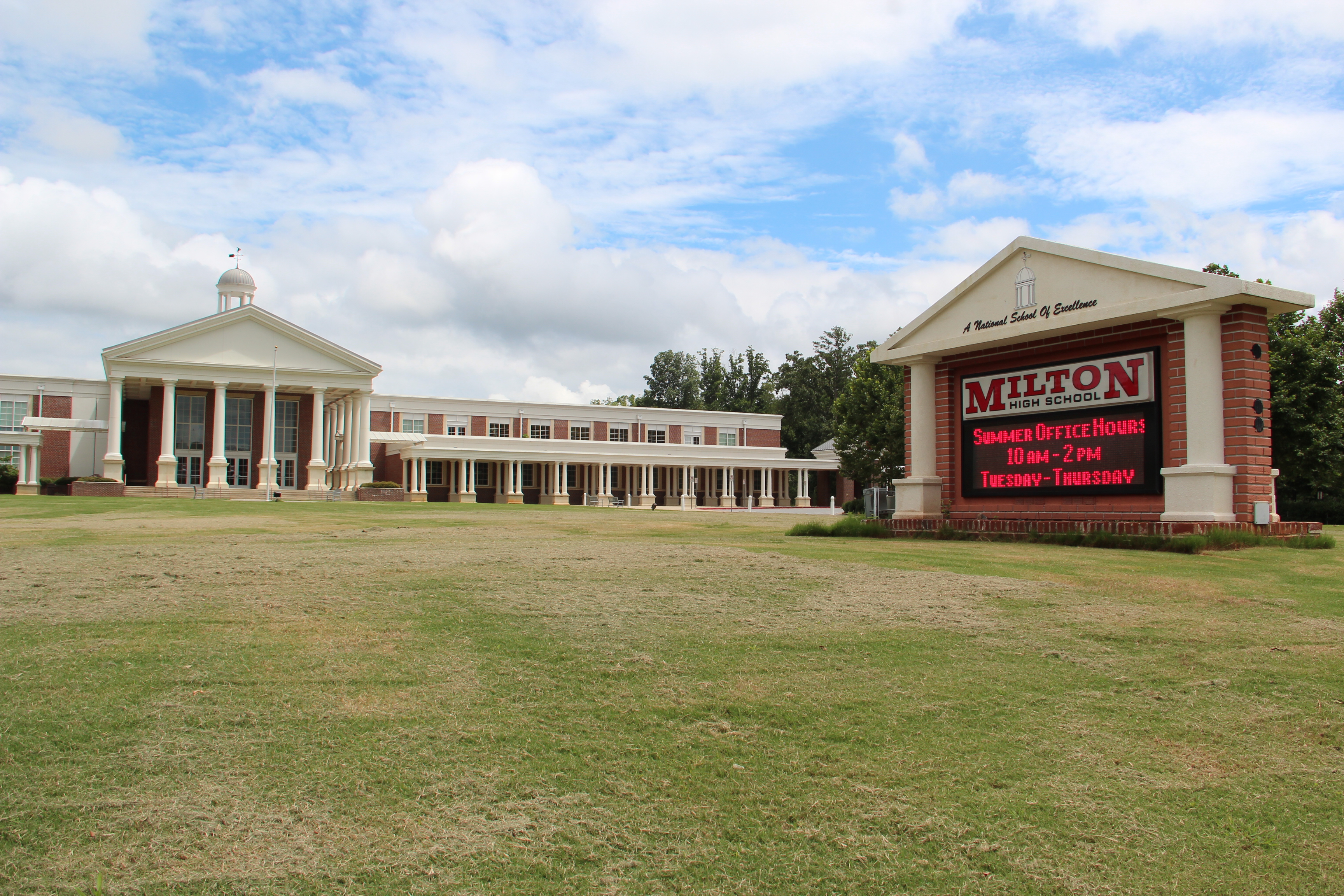
Campus du Milton High School

Milton High School est un lycée de la ville de Milton dans l'État de Géorgie, aux États-Unis d'Amérique. Il reçoit environ 2 100 élèves.